# Albert Compte i Freixanet
Albert Compte i Freixanet (Castelló d'Empúries, 19 de febrer de 1919 - Figueres, 25 de febrer de 2014), fou un historiador, un geògraf, dedicat a la docència, autor de llibres de text i que va publicar nombrosos articles sobre la comarca de l'Alt Empordà.

## Biografia

### Personal
Va fer els seus primers estudis als “hermanos" dels Fossos (col·legi de La Salle a Figueres), però la mort del seu pare Ignasi Compte i Canelles, l'any 1929, en un accident, va fer retornar la mare i els dos germans, l'Albert i en Santiago, a Castelló d'Empúries. D'aquesta etapa recordava sovint les classes als germans de Sant Gabriel, així com les classes de música amb el conegut mestre Blanch. Més tard foren enviats a estudiar al Collell de Banyoles; li agradava comentar el que havia après en aquest centre sobre la distribució del temps de treball, estudi i lleure

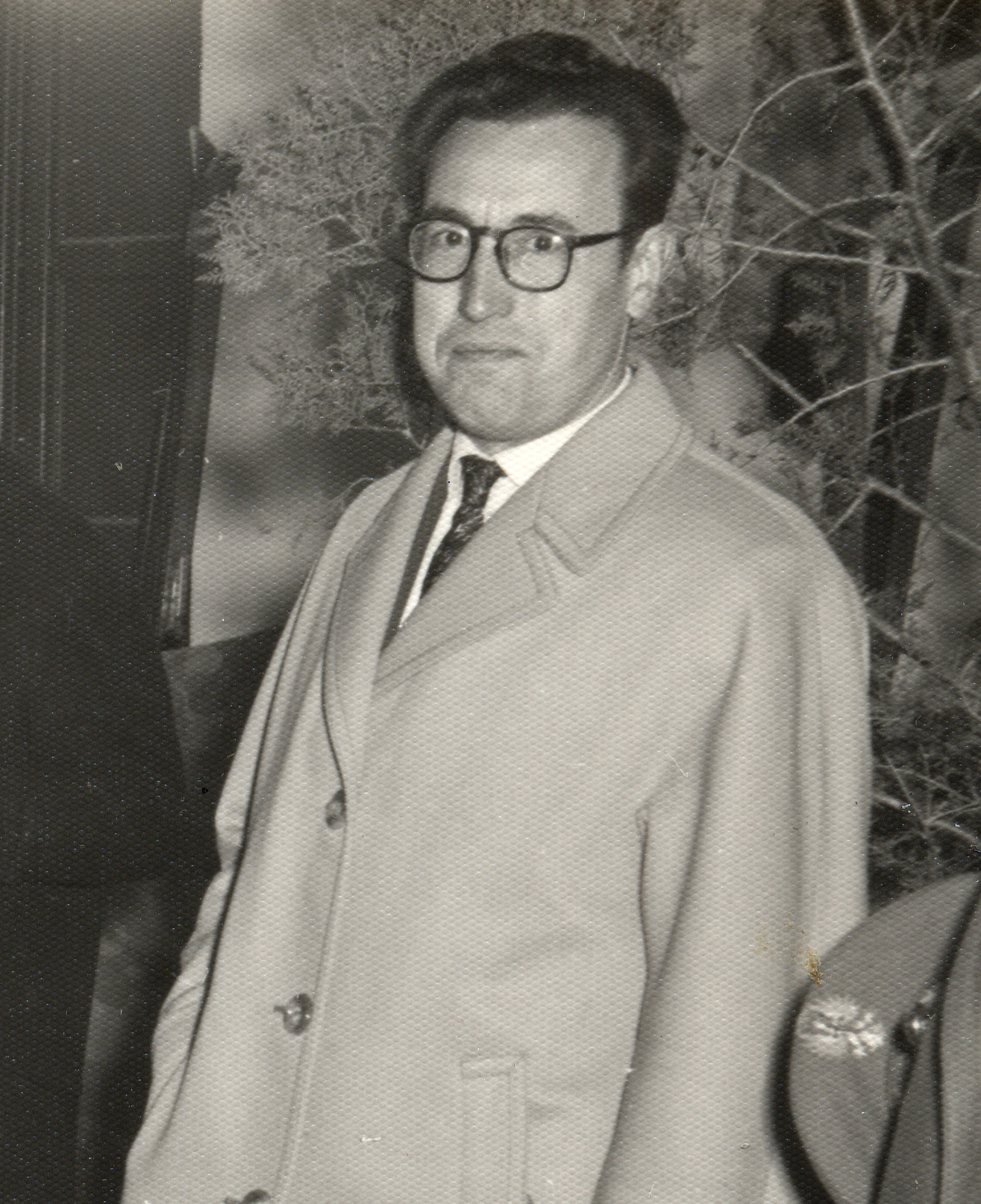
Albert Compte i Freixanet.

L'esclat de la Guerra Civil el va sorprendre quan estudiava l'últim curs de batxillerat a l'Institut Ramon Muntaner de Figueres. Va ser mobilitzat, però una malaltia tuberculosa el va retenir a l'hospital de guerra de Girona i va viure la guerra a la rereguarda.
El 1939 va entrar a estudiar a la Universitat de Barcelona, fent l'especialitat d'Història, on comptà amb professors com Pericot, Almagro A. de la Torre, Del Castillo, Udina, Llopis, entre d'altres. També va cursar geografia física amb el professor Solé Sabarís, quan encara l'especialització en geografia no tenia reconeixement oficial, per la qual cosa s'hagué de formar en aquest àmbit fora de la universitat. Aquest era el seu principal interès, juntament amb la història, atès que Compte aspirava a ser catedràtic d'història i geografia d'ensenyament secundari. Es llicencià l'any 1942.
El dia 3 d'octubre de l'any 51 es va casar a Hostalric amb l'Àngela Massachs, i oficià la cerimònia mossèn Miquel Pujol. En nasqueren dues filles, Glòria Compte i Massachs, a Girona i Teresa Compte i Massachs, a Cartagena.
Albert Compte era una persona sòlidament instal·lada en el medi social i cultural de Figueres. Va ser vicepresident de l'Institut d'Estudis Empordanesos entre els anys 1964 i 1991 i president durant els dos anys següents. D'altra banda també fou membre i secretari, durant un llarg període, del Patronat de la Fundació Toribi Duran de Castelló d'Empúries. Per acabar, cal dir que, com a bon geògraf, era un gran viatger: el seu temps de lleure el va dedicar a conèixer bona part d'Espanya i Europa, i també va visitar països del continent africà, americà i asiàtic, interessant-se principalment per la seva cultura i el seu patrimoni.

### Professional
La seva primera feina docent la va compartir entre la Universitat, com a ajudant del doctor Alberto del Castillo, i a l'Acadèmia Pérez Iborra com a professor; el curs 44-45 també va ser anomenat professor ajudant a l'institut femení Montserrat. Després d'aprovar les oposicions a Institut de Batxillerat, el curs 47-48 se'n va anar a Lleida com a professor adjunt i s'hi va estar tres anys. L'any 50 es va establir a Cartagena, després d'aprovar les oposicions de catedràtic.
Finalment, l'any 1956 va quedar vacant la càtedra de Geografia i Història de l'Institut Ramon Muntaner de Figueres, a la qual va demanar el trasllat i se li va concedir. En fou designat director des de l'any 1959 fins a l'any 1961. En aquest institut va dur a terme bona part de la seva experiència professional en l'àmbit de la docència, atès que hi va treballar durant 30 anys, fins a la seva jubilació l'any 1986.
Durant tots aquests anys va compaginar la docència amb els seus estudis de geografia i història, centrats principalment en l'Empordà.

## Docència
Va tenir una carrera com a docent dilatada i brillant, i va encarar la seva professió amb esforç, rigor i creativitat. Tal com expliquen alguns companys de l'Institut Ramon Muntaner de Figueres, preparava les classes de forma molt acurada i utilitzava molta bibliografia, i les unitats didàctiques sempre anaven acompanyades de suport gràfic: extraordinaris dibuixos, mapes a la pissarra i molt sovint diapositives, incloent també una eina clau com són els quadres sinòptics. La seva voluntat era defugir del memorisme clàssic i l'aprenentatge únic a través dels manuals.
Enric Juan, que va compartir departament amb el professor Albert Compte entre els anys 1974 i 1978, esmenta que “...tenia, a més, una gran preocupació per convertir els coneixements en pedagogia, per facilitar als alumnes la comprensió del que s'explicava”. Un altre tema interessant és que, com a recurs a l'aula, utilitzava una selecció de documents històrics originals, que comentava i explicava. Aquesta pràctica, en els anys setanta del segle passat, era molt ben considerada pels moviments de renovació pedagògica. Alhora, també incorporava documents històrics d'àmbit local, per fer més pròxima la història als alumnes. Enric Juan remarca que Albert Compte “parlava d'un enfocament metodològic que descansava en la vida quotidiana, social i cultural, i que defugia de la història explicada solament des del punt de vista polític”. Una altra pràctica habitual de les seves classes eren les excursions pedagògiques pel país, que tenien com a finalitat ensenyar als alumnes a observar l'entorn i que complementaven les classes a l'aula.
Molts anys més tard, quan ja feia temps que estava jubilat, en el seu discurs de l'acte de lliurament dels premis Albert Compte de l'any 2010, va dir aquestes paraules: “penso en els meus anys de batxiller, amb la classe magistral i el llibre de text gairebé com a úniques referències, però insuficients... el premi al qual heu optat es va crear precisament per posar remei a aquestes maneres unilaterals d'ensenyar, per acostar l'estudiant a l'objecte d'estudi, per conduir-lo de l'explicació del professor i la memorització del text als materials bàsics, als originals...”. Al llarg de la seva vida docent el va caracteritzar aquesta forma d'enfocar l'ensenyament de la geografia i la història; de fet, un dels seus principals objectius pedagògics fou el d'estimular l'esperit crític dels alumnes.

### Autor de llibres de text
Albert Compte inicià, als anys cinquanta del segle passat, la redacció de llibres de text de geografia i història per a batxillerat. Fou una tasca paral·lela a la seva tasca docent, faceta que va passar més desapercebuda, però no per això és menys important. De seguida va veure la necessitat de disposar de materials docents adequats per a impartir les classes i els seus manuals van tenir una gran difusió. Va entrar en contacte amb l'editorial Marfil d'Alcoi i a partir de 1958 va publicar el seu primer manual Geografia Universal, del segon curs del “Plan de Estudios del 1957” (1958-1967). D'aquest llibre de text se'n van fer 5 edicions i es van imprimir un total de 38.000 exemplars. Al mateix any va editar també un manual de Geografia d'Espanya. El primer manual escolar d'història el va publicar l'any 1960, Historia General, del qual se'n van fer 3 edicions, amb un total de 17.500 exemplars
A partir de 1970, amb la reforma educativa de Villar Palasí, neix la necessitat de la redacció de nous llibres escolars, adaptats als canvis curriculars que defensaven la nova llei. Albert Compte va treballar intensament per escriure els nous llibres de BUP: l'any 1975 publicà Historia de las civilizaciones de primer de BUP; l'any 1976 va sortir la Geografia humana y económica del mundo actual, de segon; i un any després s'edità la Geografia e Historia de España y de los países Hispánicos, de tercer.
Al llarg de tota la seva trajectòria va acabar publicant 10 manuals, tots ells editats per l'editorial Marfil. Les xifres de les edicions i les reedicions dels seus llibres de text són espectaculars: més de dos-cents mil manuals que van ser àmpliament difosos per tot l'Estat i utilitzats per molts estudiants de les dècades dels seixanta fins als vuitanta
Els seus llibres de text foren un fidel reflex de la seva pedagogia i van significar una gran aportació en el camp de la docència, atès que en aquells moments hi havia una mancança de llibres de text de qualitat.

## Obra
El professor Compte es definia a si mateix com a historiador més que com a geògraf, tot i que reconeixia la complementarietat de la geografia pels estudis històrics. Els seus mestres van ser Lluís Pericot Garcia (1899-1978) en història antiga, Albert del Castillo en història medieval, Jaume Vicens Vives (1900-1960) en història moderna i Lluís Solé i Sabarís en geografia. En aquest àmbit també va rebre una forta influència francesa, la qual havia penetrat a la Península gràcies a la traducció d'obres d'aquest país i pels vincles que hi establien alguns autors, especialment al voltant de l'Institut Francès de Barcelona, amb Pierre Deffontaines com a director. La divulgació d'aquests corrents francesos va fer que Compte elaborés una tesi en el camp de moda a l'època, la geografia regional. La regió esdevenia l'objecte essencial de l'estudi amb la voluntat de descriure i explicar parts del territori a partir de la interrelació entre els aspectes físics i culturals.

### Tesi doctoral
Albert Compte inicià la seva tesi just després de guanyar la plaça de catedràtic de Geografia i Història a l'institut de Cartagena. Amb aquesta finalitat es matriculà al departament de Geologia de la Facultat de Ciències on el professor Solé Sabaris impartia classes. Sota el seu guiatge, Compte es decantà per a dur a terme un estudi exhaustiu sobre la comarca de l'Alt Empordà, seguint el mètode de l'esmentada escola regional francesa. Mentre a l'hivern impartia classes a Cartagena, als estius es traslladava a Castelló d'Empúries on aprofitava el temps lliure per a conversar amb la gent del territori, estudiar l'entorn i avaluar els canvis econòmics i socials que havia patit la comarca. Durant aquests anys de preparació, Compte va recórrer tota la comarca en bicicleta a fi de poder portar a terme una de les seves màximes: l'observació de l'entorn. Finalment, l'any 1963 Compte llegia la tesi a la Universitat Complutense de Madrid, amb el títol El Alto Ampurdán, dirigida per José Manuel Casas Torres. Aviat fou publicada a la revista Pirineos que s'editava a Saragossa. L'obra esdevingué una monografia regional sobre l'Alt Empordà, de gran rellevància a l'època atès que en aquells moments la comarca no disposava pràcticament de cap escrit, alhora que un estudi aprofundit sobre la transformació de la comarca a través del temps.

### Publicacions i àmbits de recerca
Publicà diversos treballs monogràfics i articles en revistes especialitzades, tant en temàtica de geografia com d'història, com són la Revista de Girona o els Treballs de la Societat Catalana de Geografia, i en anuaris de centres d'estudis: Institut d'Estudis Ilerdencs, Institut d'Estudis Empordanesos, Institut d'Estudis Gironins, Institut d'Estudis Pirenaics i Grup Cultural Comtat d'Empúries (El Salner).
El seu primer article conegut sobre estudis geogràfics és de l'any 1951, sobre l'horta de Lleida. També va participar en l'edició de la Geografia de Catalunya, dirigida pel professor Lluís Solé Sabarís (1908-1985), i hi col·laborà amb un capítol dedicat a les terres empordaneses. Aquest tema de recerca, que inicià ben aviat, no l'abandonarà al llarg de la seva carrera, fent diversos treballs sobre l'Empordà en general o sobre geografia urbana i rural de Figueres, Castelló d'Empúries, Portbou, Cabanes, Cantallops o Agullana, en particular.
Tenia un ampli coneixement de la història general i regional i un gran interès per buscar les fonts més pertinents en els arxius locals, la qual cosa facilitava la tasca de recerca que va dur a terme al llarg dels anys. Això el portà a aprofundir sobre la història de la seva vila natal, Castelló d'Empúries, en especial sobre els segles XVI a XIX, però també en els períodes medieval i contemporani, concretament sobre la República i Guerra Civil espanyola. Altres municipis empordanesos objecte del seu estudi foren Sant Pere Pescador i la Jonquera, aquí en col·laboració amb el seu amic i company Enric Juan. El seu darrer article conegut és sobre “Els Cortals de Castelló d'Empúries en la baixa edat mitjana”, publicat l'any 2005 als Annals de l'Institut d'Estudis Empordanesos.
En els darrers anys es va dedicar encara a escriure alguns textos personals de caràcter filosòfic, d'assaig, de metodologia de la història o de fets de la vida corrent, mostrant fins al final interès i passió pel que va estar gran part de la seva vida: la història i la geografia.

## Reconeixements i premis
Va formar part de la Societat Catalana de Geografia i en va ser nomenat soci d'honor l'any 1982.

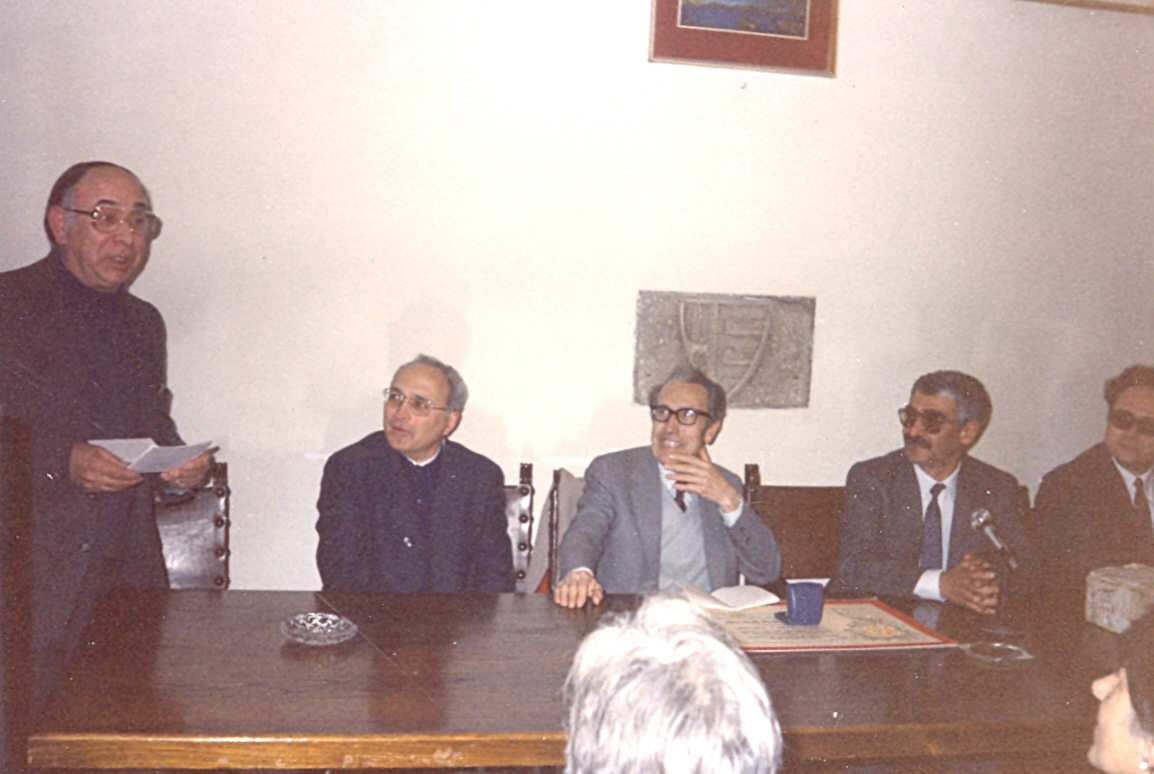
Nomenament d'Albert Compte com a cronista oficial de Castelló d'Empuries.

La dedicació als estudis locals del seu municipi, Castelló d'Empúries, li valgué el nomenament de cronista oficial d'aquesta població, l'abril de 1987, de la mà de l'alcalde Esteve Ripoll. El nomenament va ser especialment simbòlic, ja que també hi van assistir mossèn Miquel Pujol, el notari de la vila, el rector de la parròquia, mossèn Àngel Sunyer i diverses autoritats municipals.
Des del 2002 l'Institut d'Estudis Empordanesos, en col·laboració amb l'Ajuntament de Figueres, atorga anualment el Premi Albert Compte als treballs de batxillerat de recerca en humanitats i ciències socials. Aquests premis porten implícitament el reconeixement a la trajectòria del professor Albert Compte, tant per la seva faceta de docent com a membre destacat de l'Institut d'Estudis Empordanesos. Remarcar que aquests premis han esdevingut un referent per als estudiants i els centres de batxillerat de l'Empordà i d'altres comarques que fan recerca sobre l'Empordà, un territori d'estudi que Albert Compte creia en la importància d'afavorir.

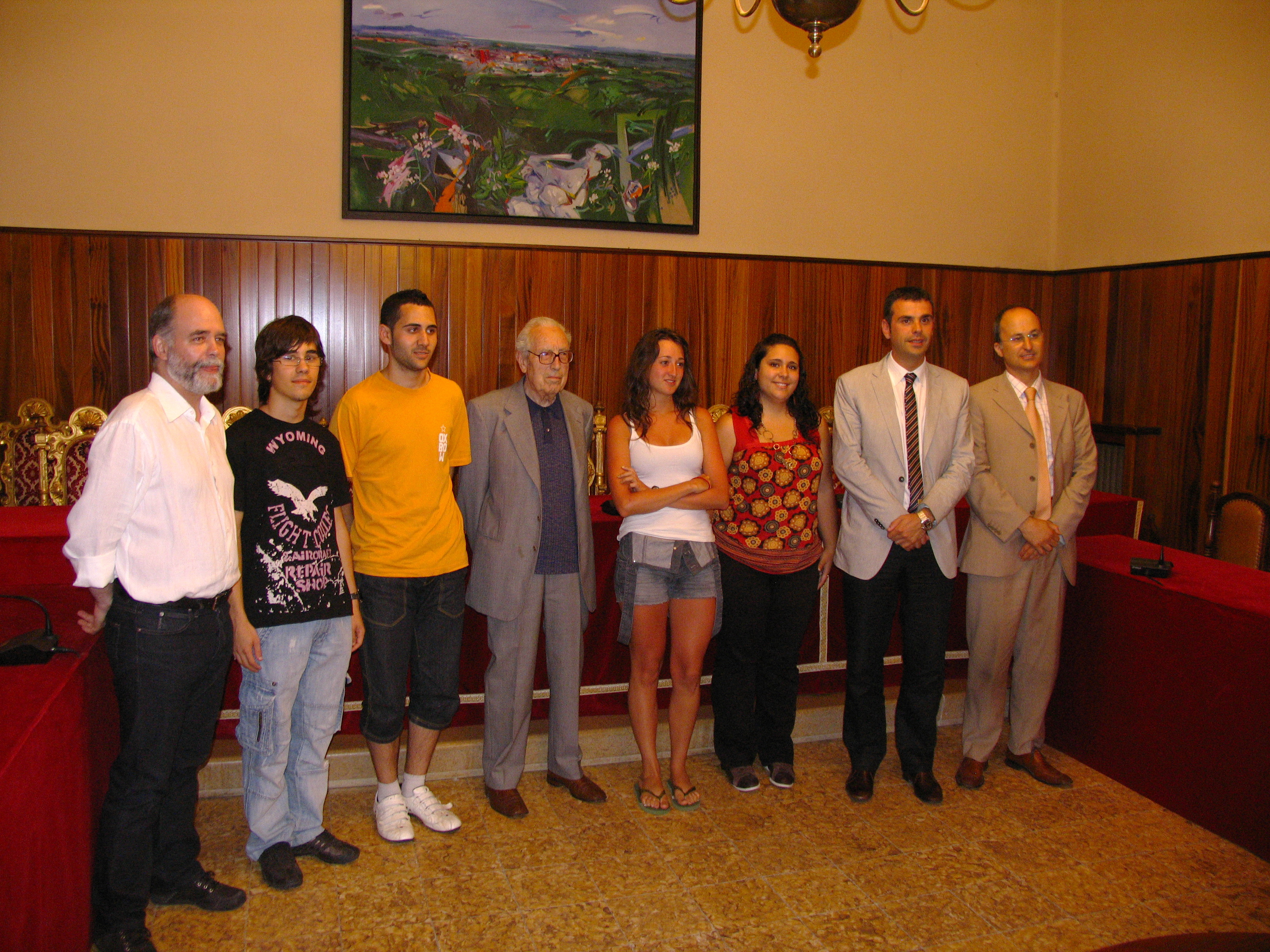
Premis Albert Compte 2009

Compte va rebre molts reconeixements entre ells el premi Recercat de l'any 2009, que atorga l'Institut Ramon Muntaner (IRMU), Fundació Privada dels Centres d'Estudis de Parla Catalana; l'Espiga i Timó d'Or de Castelló d'Empúries l'any 2011 i el premi Indiketa.

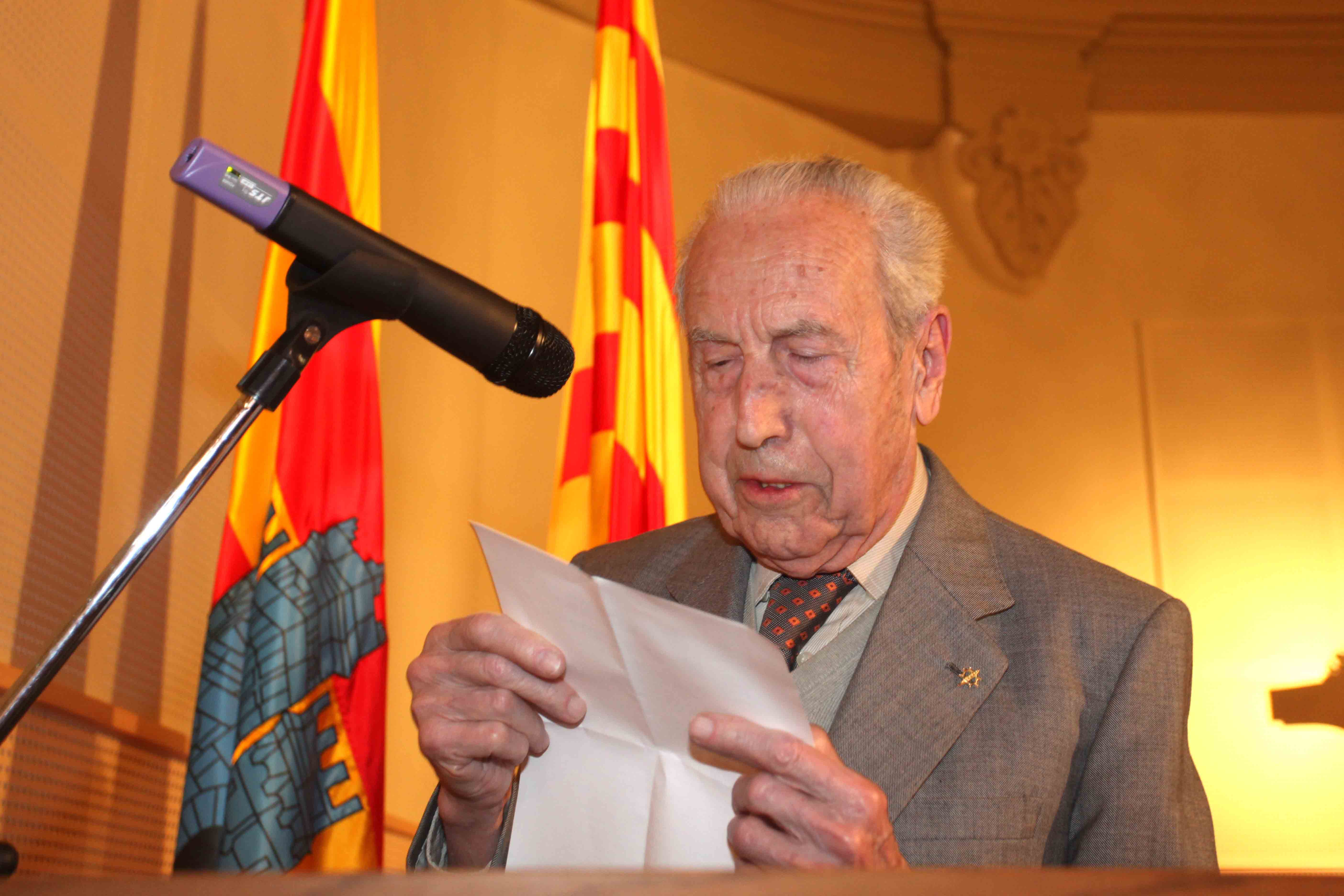
Espiga i Timó d'Or de Castelló d'Empúries 2011.

Albert Compte hauria estat investit com a Ciutadà d'Honor de Figueres en dates properes, segons acord unànime de la Comissió del Nomenclàtor de l'Ajuntament decretat setmanes abans de la seva mort.

## Obres publicades
- "El Alto Ampurdán". Pirineos: Revista del Instituto de Estudios Pirenaicos, 1963-1964.
- Aspectos geogràficos de la huerta de Lerida.Lleida: Instituto de Estudios Ilerdenses, 1951.
- “Un Barri medieval castelloní desaparegut”. El Salner : butlletí del Grup Cultural Comtat d'Empúries (2004), núm.10 Any-11, p. 25-30.
- Cabanes al segle xviii : un exemple d'expansió de les terres de cultiu per mitjà d'establiments i rompudes d'aigualleixos i garrigues. Figueres : Institut d'Estudis Empordanesos, 1996. (ISSN 1136-0267)
- La Canònica gironina i la geografia urbana de Castelló d'Empúries en la Baixa Edat Mitjana. Figueres : Institut d'Estudis Empordanesos, 2001. (ISSN 1136-0267)
- Cartografia antiga de pobles empordanesos. Figueres : Institut d'Estudis Empordanesos, 2000. ISSN 1136-0267)
- Castelló d'Empúries: el centre històric Empuriabrava-Aiguamolls de l'Empordà.  Castelló d'Empúries: Ajuntament de Castelló d'Empúries, 1995. ISBN 84-605-3796-X.
- "Concepto actual de la geografia: consecuencias didácticas". Vida escolar(1962), núm. 35-36, p. 7-10.
- Els Cortals de Castelló d'Empúries en la baixa edat mitjana. Figueres: Institut d'Estudis Empordanesos, 2005. (ISSN 1136-0267)
- La Darrera Guerra Carlina a La Jonquera. El foc del 6 d'octubre del 1873. Figueres: Institut d'Estudis Empordanesos. 1983.
- “Les Despeses i els ingressos municipals de Castelló d'Empúries un segle i mig enrere”. El Salner : butlletí del Grup Cultural Comtat d'Empúries (1997), núm.3 Any-4, p. 26-39.
- “Desviació del riu Muga i acceleració del procés d'eixugament de l'estany de Castelló en les centúries XVII i XVIII”. Treballs de la Societat Catalana de Geografia (2000), núm 50, vol. 15, p. 95-118.
- L'Empordà a finals de segle. [Girona]: Revista de Gerona, 1976.
- Empuriabrava 25 anys 1967-1992. Castelló d'Empúries: Ajuntament de Castelló d'Empúries. 1992.
- L'Entorn rural de Castelló d'Empúries en la baixa edat mitjana a través de l'administració de la Canònica de Girona. Figueres: Institut d'Estudis Empordanesos, 2002. (ISSN 1136-0267)
- Establiment de terres boscoses a Cantallops, el darrer terç del segle xviii per l'explotació del suro. Figuerers: Institut d'Estudis Empordanesos. 1998. (ISSN 1136-0267)
- Una família d'Agullana a mitjan segle XVIII. Figueres: Institut d'Estudis Empordanesos. 1998. (ISSN 1136-0267)
- Fesomia urbana i govern municipal a Sant Pere Pescador pels volts del 1800. Figueres :Institut d'Estudis Empordanesos, 1982.
- Geografía de España. Alcoy: Marfil. 1958.
- Geografía e historia de España y de los países hispánicos. Tercer curso de bachillerato. Alcoy: Marfil. 1982.
- Geografía humana y económica. Segundo curso de bachillerato. Alcoy: Marfil. 1976.
- Geografía universal. Alcoy: Marfil. 1958.
- Geografia urbana de Castelló d'Empúries. Figueres: Annals de l'Institut d'Estudis Empordanesos, 1976.
- Geografía urbana de Figueres. Figueres: Institut d'Estudis Empordanesos. 1967.
- “Un Hisendat castelloní entre la Guerra Gran i la del Francès (1793-1808)”. El Salner : butlletí del Grup Cultural Comtat d'Empúries (2003), núm.9 Any-10, p. 87-98.
- Historia de las civilizaciones. Primer curso de bachillerato. Alcoy: Marfil. 1975.
- Historia general. Alcoy: Marfil. 1960.
- Historia universal antigua y media. Alcoy: Marfil. 1970.
- Historia universal moderna y contemporánea. Alcoy: Marfil. 1970.
- L'Hospital Toribi Duran Garrigoles: dels orígens fins avui.  Castelló d'Empúries: Ajuntament de Castelló d'Empúries, 2002. ISBN 84-88451-09-1.
- Un Inventari de l'arxiu de Castelló d'Empúries de mitjans del segle xviii. Figueres: Institut d'Estudis Empordanesos, 1987.
- La Jonquera.  Girona: Diputació de Girona, Caixa de Girona, 1990. ISBN 84-863-7767-6.
- La Jonquera : dels inicis de la Restauració a la fi de la Primera Guerra Mundial : 1875-1918. Figueres: Institut d'Estudis Empordanesos, 1985.
- La Jonquera en el segle XVIII: alguns aspectes del seu passat. Figueres: Institut d'Estudis Empordanesos. 1989.
- Josep Blanch i Reynalt. [Castelló d'Empúries] : Amics de Josep Blanch i Reynalt [etc.], DL 1978.
- "Els Límits del comtat d'Empúries". Revista de Girona (1983), núm 93, p. 249-254.
- "Lluís Solé Sabarís vist per un professor d'ensenyament mitjà". Treballs de la societat Catalana de Geografia (1985), núm 4, p. 73-76.
- El Municipi de Castelló d'Empúries en la transició de l'absolutisme al Règim Liberal: de la Guerra Gran a la fi del regnat de Ferran VII, 1794-1833. Figueres :Institut d'Estudis Empordanesos, 1980.
- Un mirall en el camí. Figueres: Gràfiques Canigó. 2004.
- Necrològica Andreu Brugués Llobera. Figueres: Institut d'Estudis Empordanesos. 2001. (ISSN 1136-0267)
- Un Municipi empordanès sota el vell règim : Castelló d'Empúries en els segles XVI, XVII i xviii. Figueres: Instituto de Estudios Ampurdaneses, 1963.
- Palau dels comtes : passat, present i futur. Castelló d'Empúries: Ajuntament de Castelló d'Empúries, 1987.
- Els Quatre ponts de Castelló. [s.l.: s.n, 197-?].
- El Repartiment dels comuns a la Jonquera a mitjans del segle xix i el seu marc social, polític i econòmic. Figueres: Institut d'Estudis Empordanesos. 1984.
- Repertori d'índexs del vint volums d'annals publicats [1959-1987]. Figueres: Institut d'Estudis Empordanesos. 1988.
- República i guerra civil a Castelló d'Empúries: entre la història i les memòries.  Figueres: l'autor, 1994. ISBN 84-604-9858-1.
- “Teatre a Castelló d'Empúries en els anys immediatament anteriors a la Guerra de la Independència o del Francès”. El Salner : butlletí del Grup Cultural Comtat d'Empúries (1999), núm.5 Any-6, p. 103-109.
- Sobre els límits de l'Empordà : el problema dels límits. [Gerona : Instituto de Estudios Gerundenses, 1975?]
- Sobre els orígens i primera expansió urbana de Portbou. Figueres: Institut d'Estudis Empordanesos. 1991.
- Tipus de temps a l'Empordà. Figueres: Institut d'Estudis Empordanesos. 1968-1969.
- Tres assaigs sobre història, política i religió. [s.l. : s.n, 2004].
- Tríptic d'història agrària : al voltant de la família Casademont, àlies Colombó. Figueres : Institut d'Estudis Empordanesos, 1999. (ISSN 1136-0267)
- Una visió de La Jonquera i els jonquerencs en els anys immediatament anteriors al tractat dels Pirineus a la primera meitat del segle XVII. Figueres: Institut d'Estudis Empordanesos. 1986.
- “La Venda de les campanes dels convents de Castelló d'Empúries amb motiu de les lleis desamortitzadores del trienni liberal”. El Salner : butlletí del Grup Cultural Comtat d'Empúries (1998), núm.4 Any-5, p. 33-37.
- Vida rural a les terres marginals de l'Empordà, durant la primera meitat del segle XIX. Figueres: Institut d'Estudis Empordanesos. 1993.
- "L'Empordà" dins SOLÉ SABARÍS, Ll. [dir.] Geografia de Catalunya. vol. II. Barcelona: Aedos.